# إيرل رايلي
إيرل رايلي (بالإنجليزية: Earl Riley)‏ هو سياسي أمريكي، ولد في 18 فبراير 1890 في بورتلاند في الولايات المتحدة، وتوفي بنفس المكان في 17 أغسطس 1965. حزبياً، نشط في الحزب الجمهوري.